# Lista de municípios de Portugal com vieiras no escudo
Este artigo apresenta uma lista de brasões municipais com vieiras em Portugal.

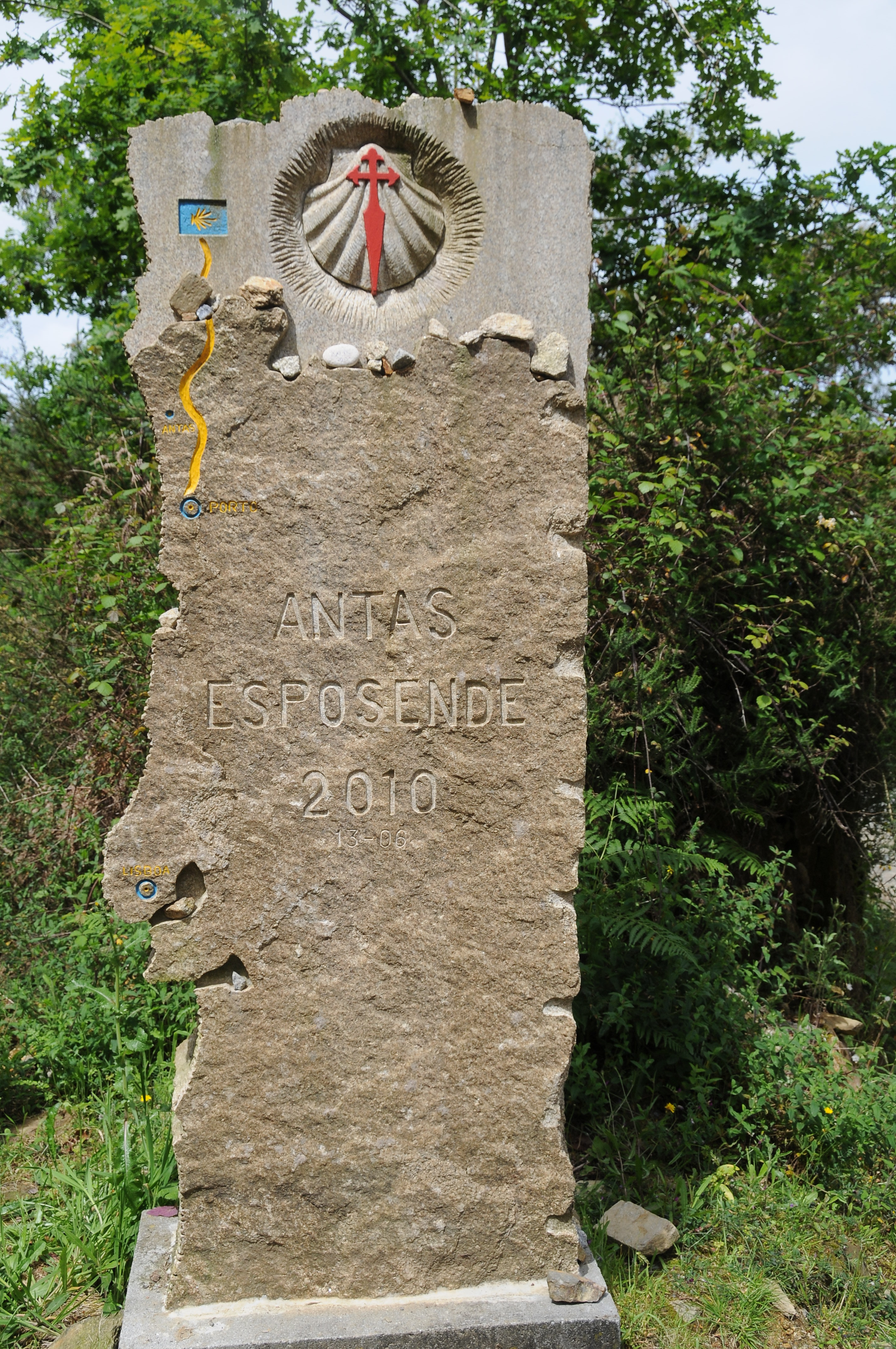
Monólito nas Antas, freguesia de Esposende

Esta lista inclui os brasões municipais oficiais das vilas e freguesias de Portugal com representações de uma ou mais vieiras (duas espécies de bivalves intimamente relacionadas, ambas pertencentes ao género Pecten). A concha faz referência a Santiago, por isso também é conhecida como o símbolo dos peregrinos, especialmente a peregrinação do Caminho de Santiago.

## Alentejo

### Alentejo Central

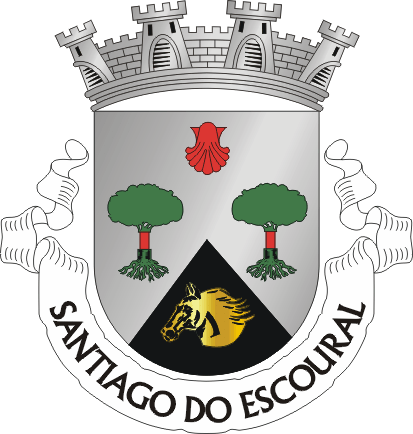
Santiago do Escoural

### Alentejo Litoral

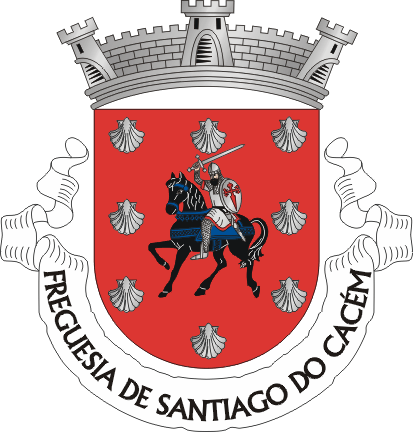
Santiago do Cacém

### Alto Alentejo

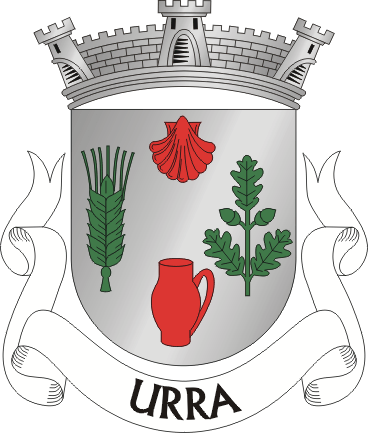
Urra

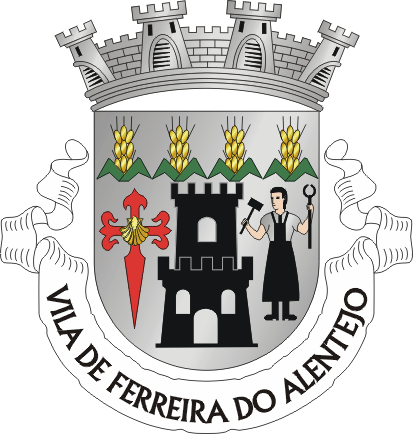
Ferreira do Alentejo
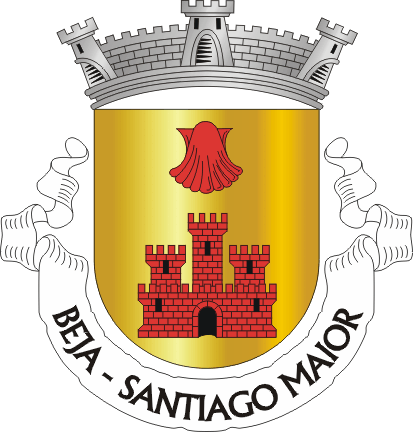
Beja - Santiago Maior

### Lezíria do Tejo

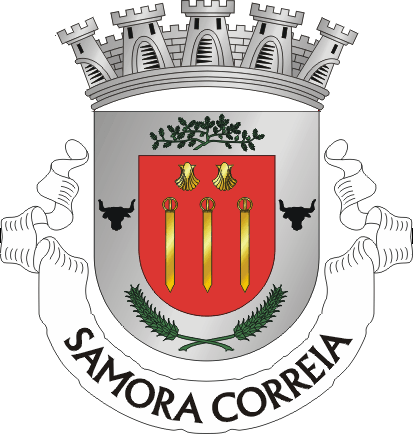
Samora Correia
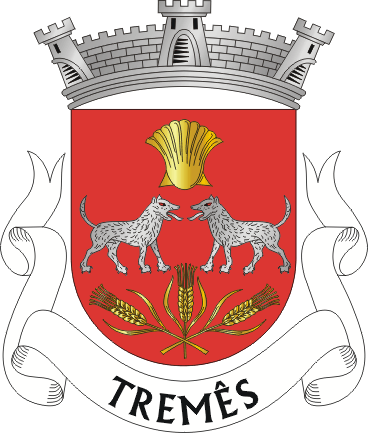
Tremês

## Região de Lisboa

### Península de Setúbal

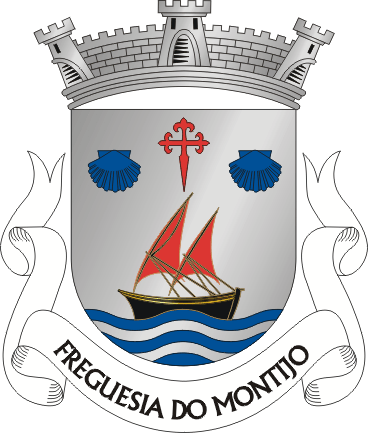
Montijo
Setúbal
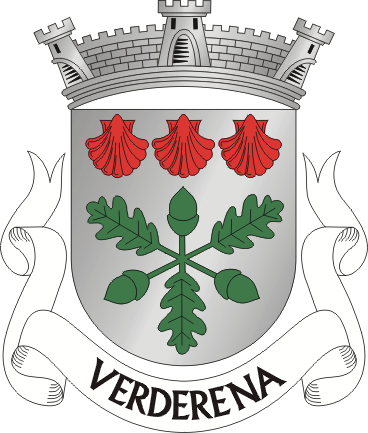
Verderena

## Região do Centro

### Baixo Mondego

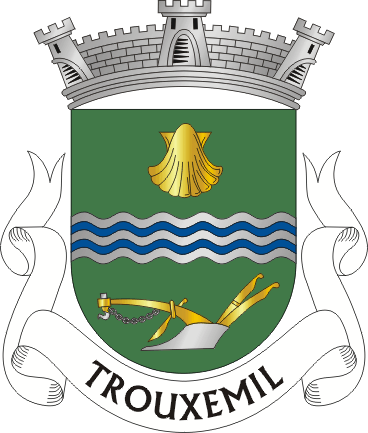
Trouxemil

### Baixo Vouga

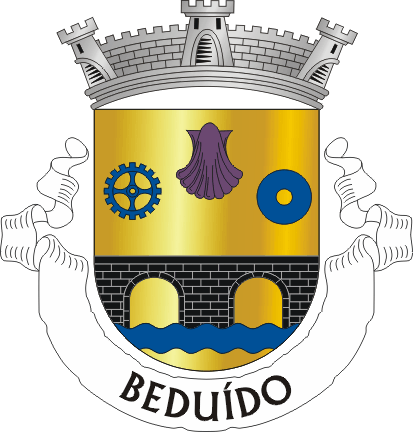
Beduído
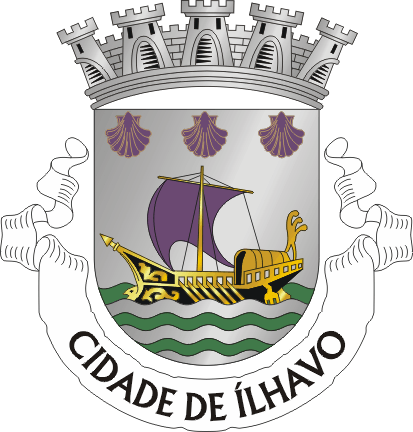
Ílhavo
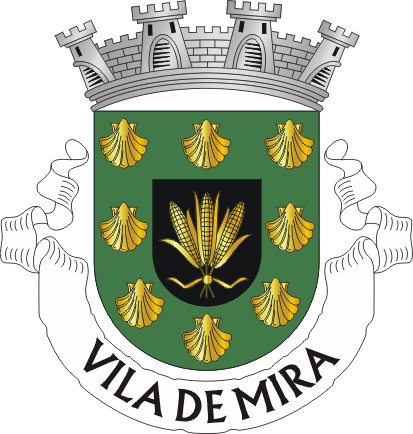
Vila de Mira
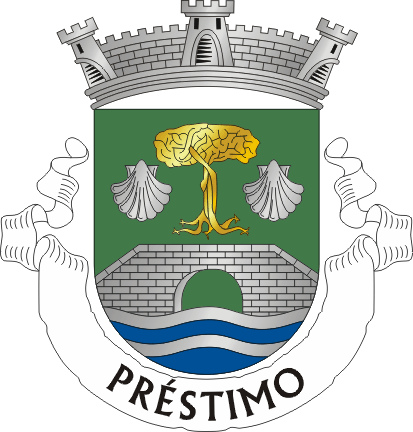
Préstimo

### Viseu Dão-Lafões

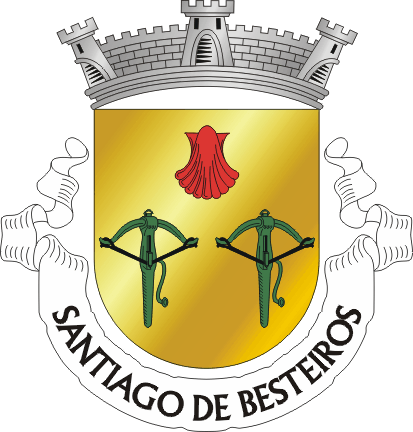
Santiago de Besteiros

### Médio Tejo

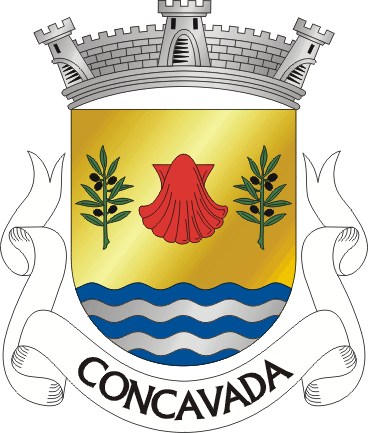
Concavada
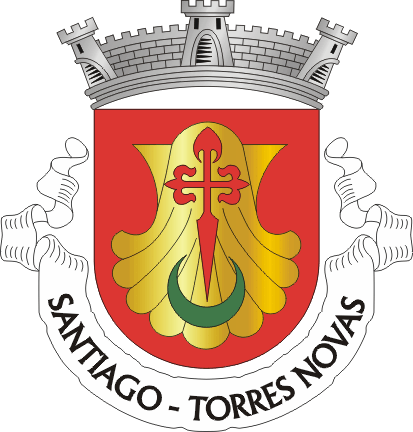
Santiago - Torres Novas

### Sub-região Oeste

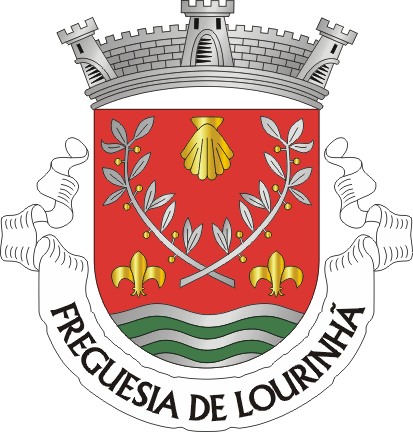
Lourinha
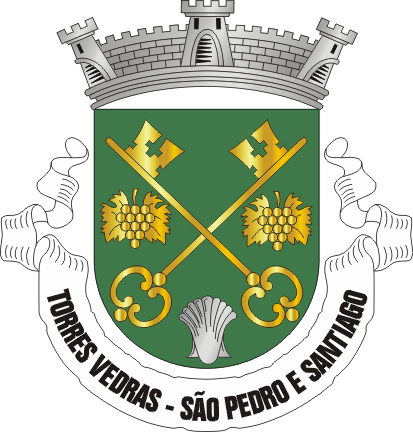
Torres Vedras - São Pedro e Santiago
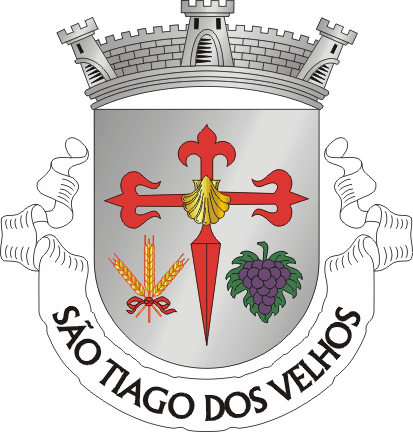
Santiago dos Velhos

### Pinhal Interior Norte

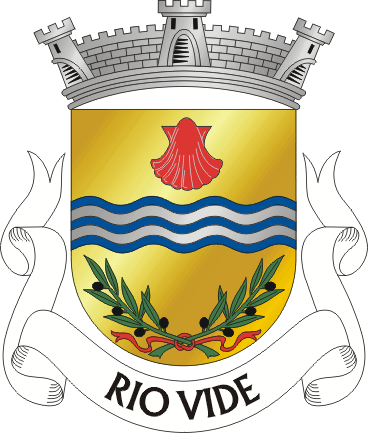
Rio Vide
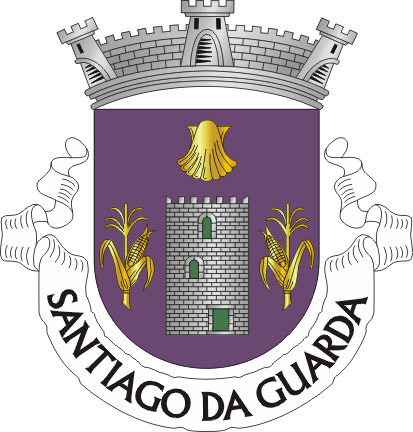
Santiago da Guarda

### Pinhal Interior Sul

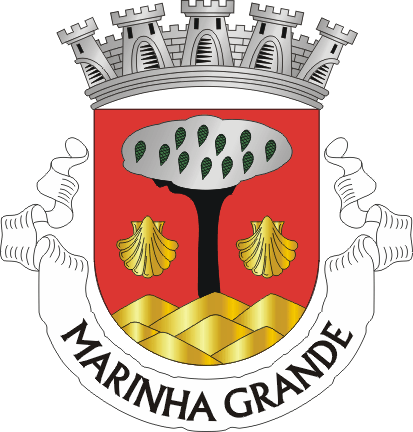
Marinha Grande
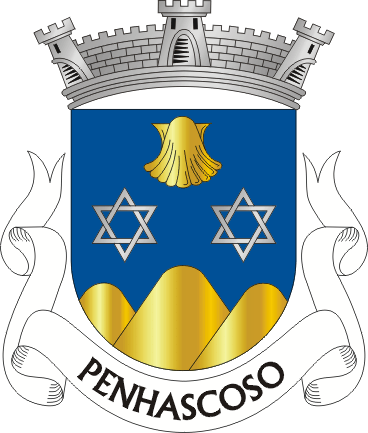
Rochoso

### Pinhal Litoral

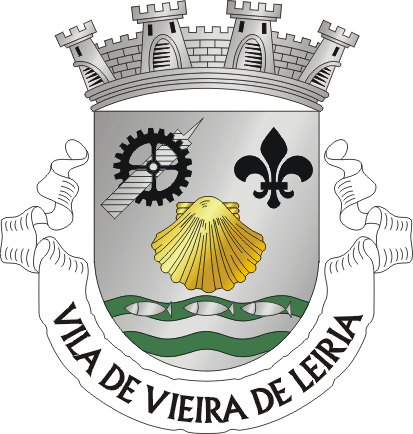
Vieira de Leiria

## Região do Norte

### Ave

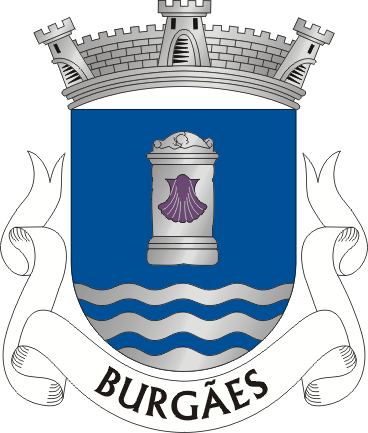
Burgães
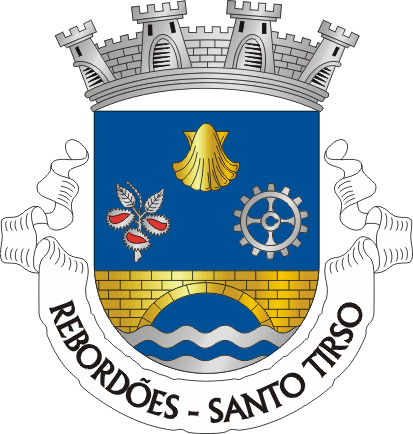
Rebordões
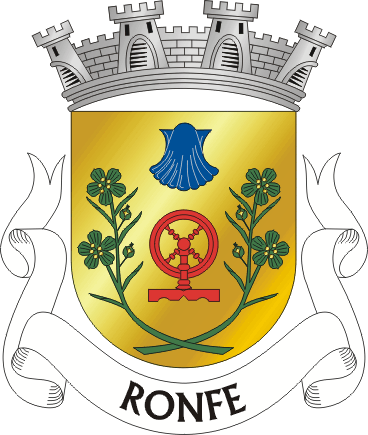
Ronfe
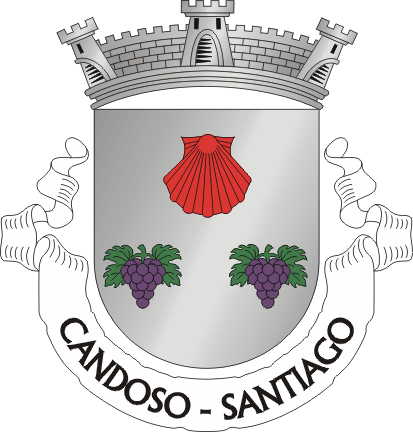
Santiago de Candoso
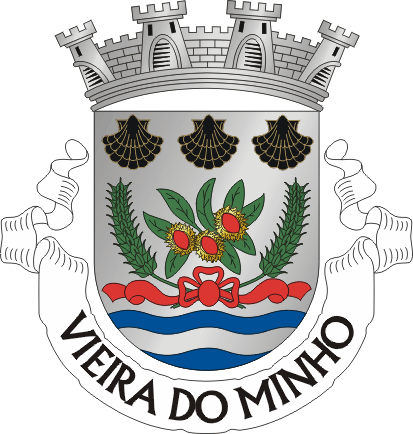
Vieira do Minho

### Cávado

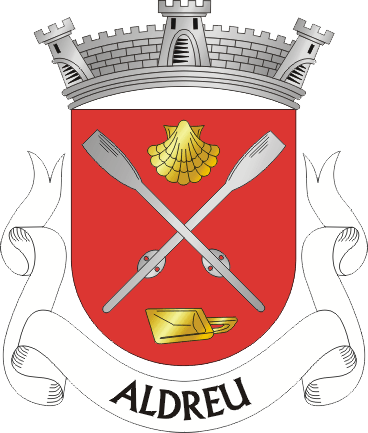
Aldreu
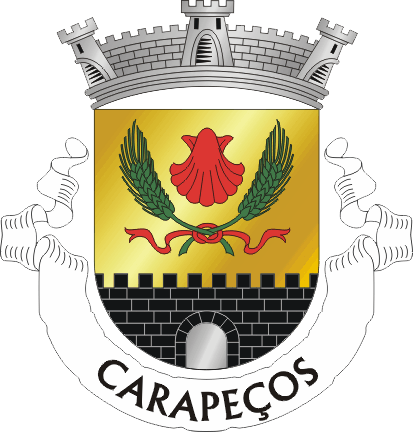
Carapeços
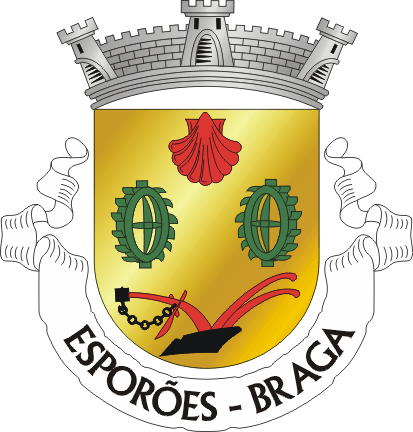
Esporões
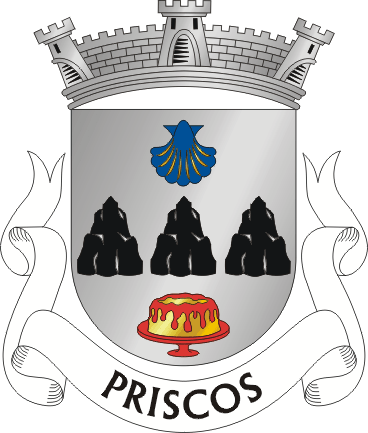
Priscos
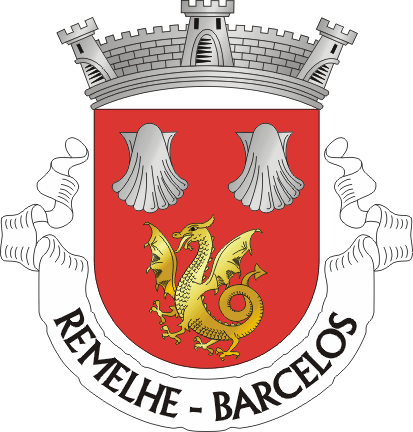
Remelhe
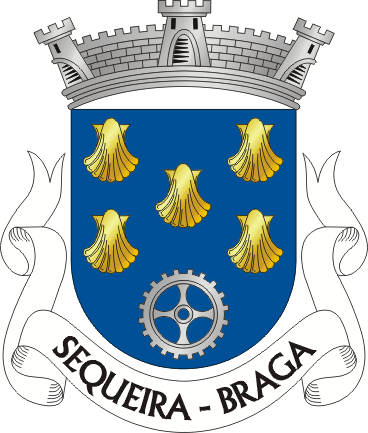
Sequeira
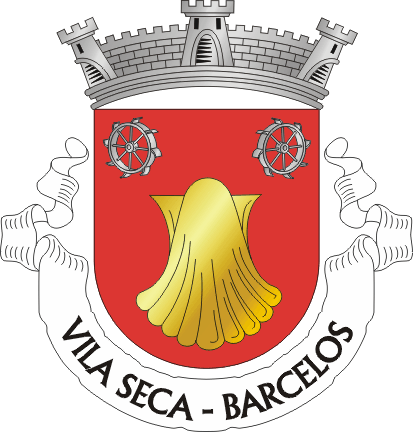
Vila Seca

### Douro

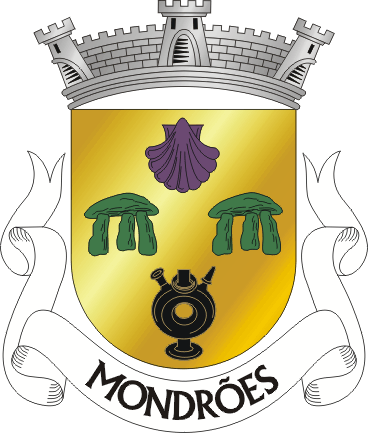
Mondrões
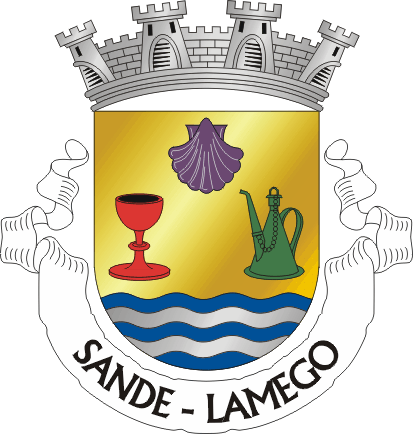
Sande

### Grande Porto

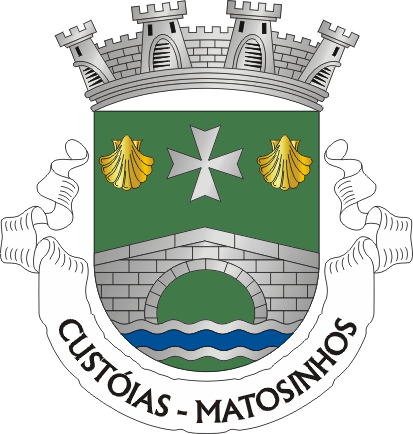
Custóias - Matosinhos
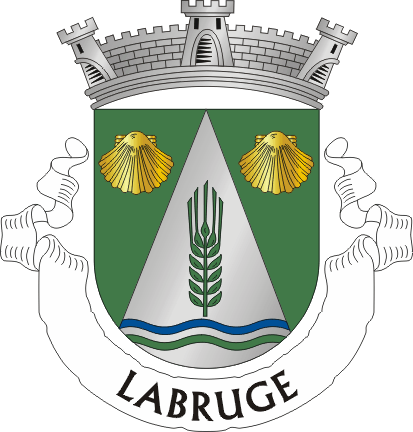
Labruge
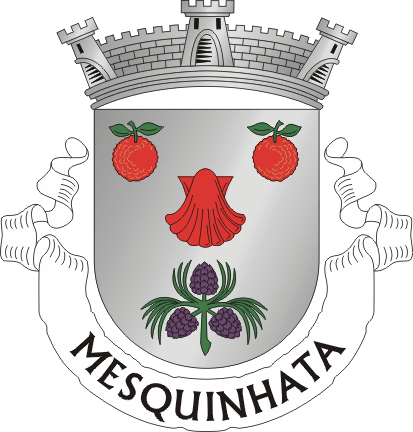
Mesquinhata
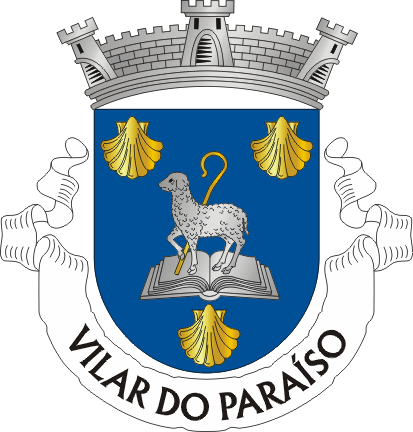
Vilar do Paraíso

### Minho-Lima(Alto Minho)

Anhões
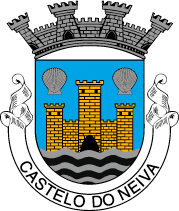
Castelo de Neiva

### Tâmega

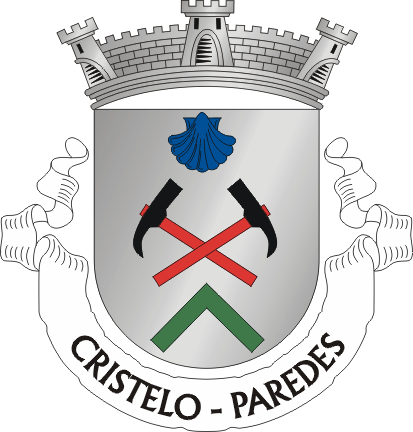
Cristelo
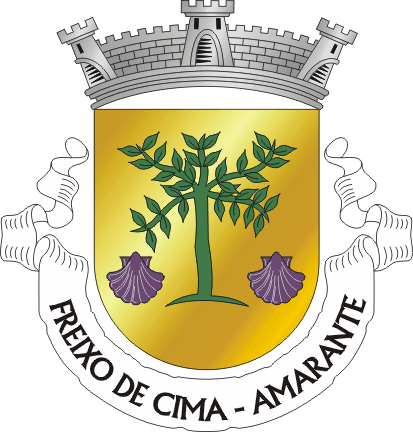
Freixo de Cima
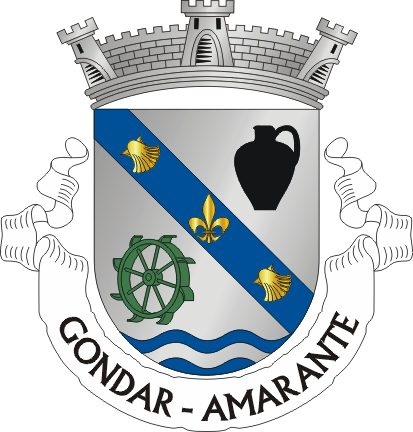
Gondar
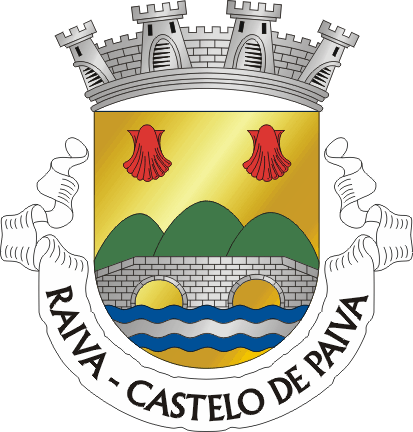
Raiva
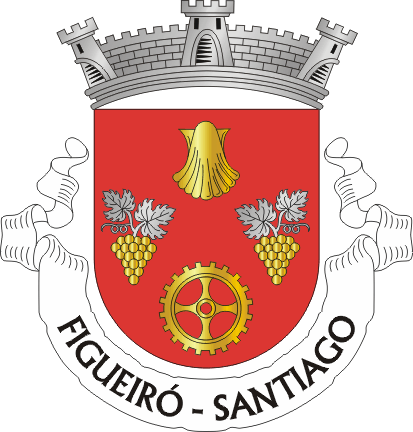
Santiago de Figueiró
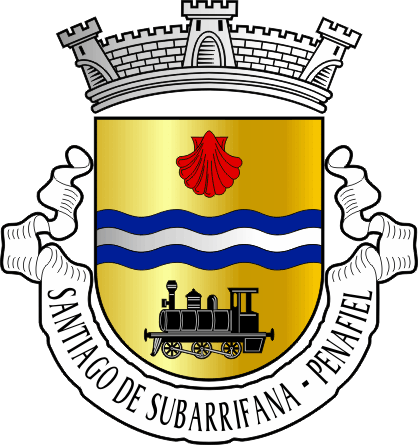
Santiago de Subarrifana
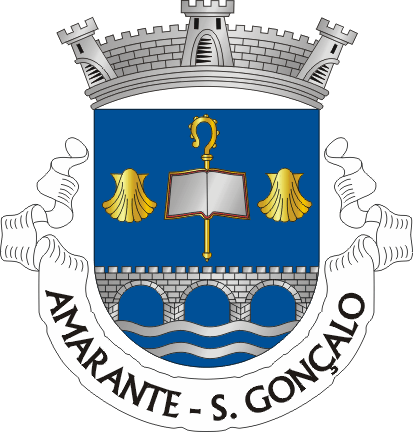
São Gonçalo
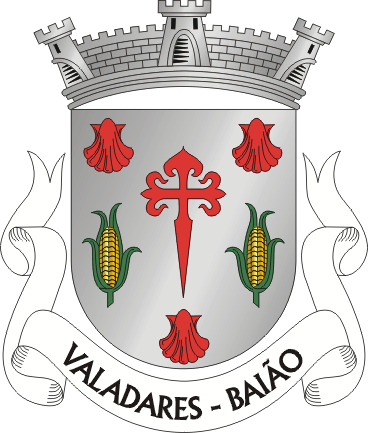
Valadares

### Outros artigos
- Lista de municípios na Alemanha com vieiras no escudo
- Lista de municípios austríacos com vieiras no brasão
- Lista de municípios na Bélgica com vieiras no brasão
- Lista de municípios do Estado espanhol com vieiras no brasão
- Lista de municípios na França com vieiras no escudo
- Lista de municípios na Suíça com vieiras no brasão
- Heráldica